# Ademon satanas
Ademon satanas är en stekelart som beskrevs av Fischer 1965. Ademon satanas ingår i släktet Ademon och familjen bracksteklar. Inga underarter finns listade i Catalogue of Life.